# Stadtbahn Tel Aviv

Danqal-Logo

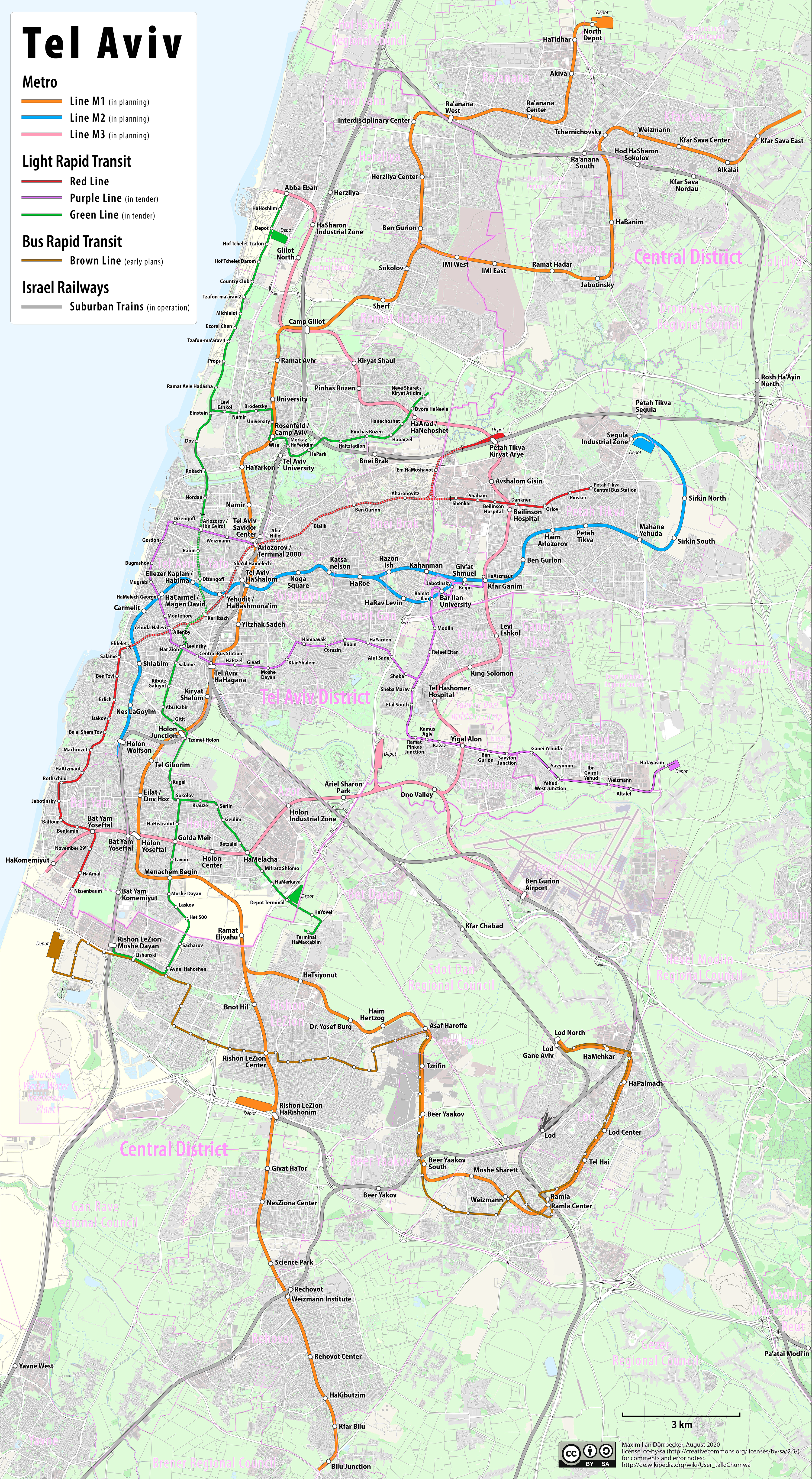
Netzplan des Dankal-Systems

Die Stadtbahn Tel Aviv ist ein zum Teil in Bau befindliches, zum Teil eröffnetes Nahverkehrsvorhaben der israelischen Großstadt Tel Aviv-Jaffa. Vor Ort wird die Gesamtheit aller Nahverkehrsvorhaben im Großraum dieser Stadt – Stadtbahn, Metro Tel Aviv, Bus Rapid Transit – als Danqal oder auch Dankal bezeichnet. Nach Jerusalem ist Tel Aviv die zweite Stadt des Landes mit einer Straßenbahn.

## Markenname
Der Danqal (hebräisch דָּנְקַל Danqal, deutsch ‚DanLeicht‘, sinngemäß ‚DanTram‘) ist die Bezeichnung des Personennahverkehrssystems im Gusch Dan (deutsch Block Dan), dem Großraum Tel Aviv-Jaffas. Der hebräische Eigenname Danqal ist ein Kofferwort, eine wortschöpferische Verbindung von hebräisch דָּן Dan nach dem Stamme Dan, dessen ehemaliges Stammesland heute der danach benannte Ballungsraum einnimmt, und dem Adjektiv קַל qal, deutsch ‚leicht‘ in seiner attributiven Funktion, im Hebräischen heute Trams und Schnellstraßenbahnen zu bezeichnen.

## Geschichte
Bereits in den 1890er-Jahren bestand in der Stadt eine kurzlebige lokale Bahnverbindung – eine Dampfstraßenbahn nach System Decauville. Die Decauville-Bahn führte vom damaligen Endpunkt der Jaffa-Jerusalem Bahn zum Hafen. Weiter reichende Pläne für eine Straßenbahn kamen jedoch nicht zur Ausführung. In den 1960er-Jahren existierten Planungen für eine Metrolinie. 1965 wurde unter dem Schalom-Me'ir-Turm als Bauvorleistung eine erste Station errichtet. Weitere Planungen für ein leistungsfähiges Nahverkehrssystem erfolgten in den 1980er-Jahren. Weitere Maßnahmen erfolgten damals nicht. Aktuelle Überlegungen gehen auf die frühen 2000er-Jahre zurück. Nach längeren Überlegungen kam es zu einem Konzept, beruhend auf einem Stadtbahnnetz nach deutschem Vorbild. Eine Voll-U-Bahn wurde ausgeschlossen. Es wurde ein Netz von sechs Stadtbahnlinien geplant. Dieses wurde auf drei Stadtbahnlinien redimensioniert, namentlich die Rote Linie, die Grüne Linie und die Violette Linie. Dieses erste Teilnetz soll gegen Ende der 2020er-Jahre mit drei Voll-U-Bahn-Linien (Metro 1, 2 und 3) ergänzt werden.
Nachdem ein 2006 für Bau und 32 Jahre Betrieb der Roten Linie beauftragtes Konsortium im Rahmen der Weltfinanzkrise Schwierigkeiten mit der Finanzierung hatte, wurde das Projekt 2010 nationalisiert und für Entwicklung und Bau des Gesamtnetzes das Unternehmen NTA Metropolitan Mass Transit System Ltd. gegründet. Die ersten Testfahrten fanden im Mai 2021 in Petach Tikva statt, wo sich an der Jarqonbahn am Bahnhof Petach Tiqwah Qirjat Arjeh das Depot Qirjat Arjeh, die Betriebswerkstätte der Stadtbahn, und eine der Endhaltestellen der Red Line befinden.
Anfang des Jahres 2022 befanden sich die Rote Linie, die Grüne Linie und die Purpur Linie in verschiedenen, teils bereits fortgeschrittenen Projektstadien. Im Oktober 2022 wurde bekannt, dass sich die Inbetriebnahme der Rote Linie auf Mitte 2023 verzögern würde. Die Rote Linie wurde schließlich am 18. August 2023 in Betrieb genommen.

## Netz

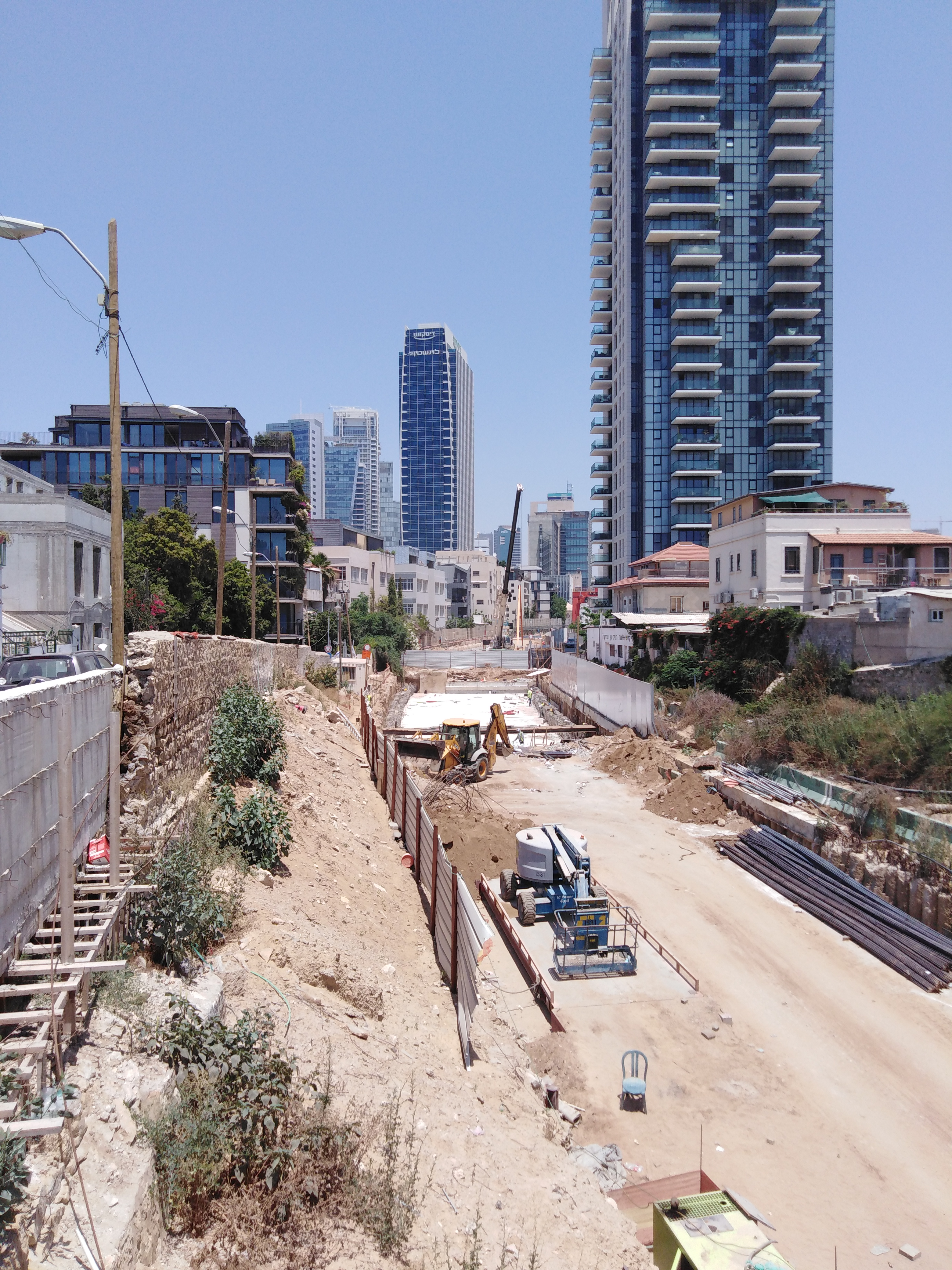
Baustelle der Red Line, Newe Zedeq, 2019

Die Rote Linie weist eine Länge von 24 Kilometern auf. Sie verläuft im südlichen Abschnitt küstennah in Nord-Süd-Orientierung, im nördlichen Abschnitt entfernt sie sich in Richtung Nordosten von der Küste des Mittelmeeres. Im Stadtzentrum wird sie unterirdisch geführt, in den Außenbereichen auch oberirdisch. Die Linie weist 34 Stationen auf, 10 davon sind unterirdisch angelegt.
Alle drei Linien verzweigen sich im Außenbereich mindestens an je einer Stelle. Daher werden die drei in Bau befindlichen Linien insgesamt zehn Endstellen aufweisen.

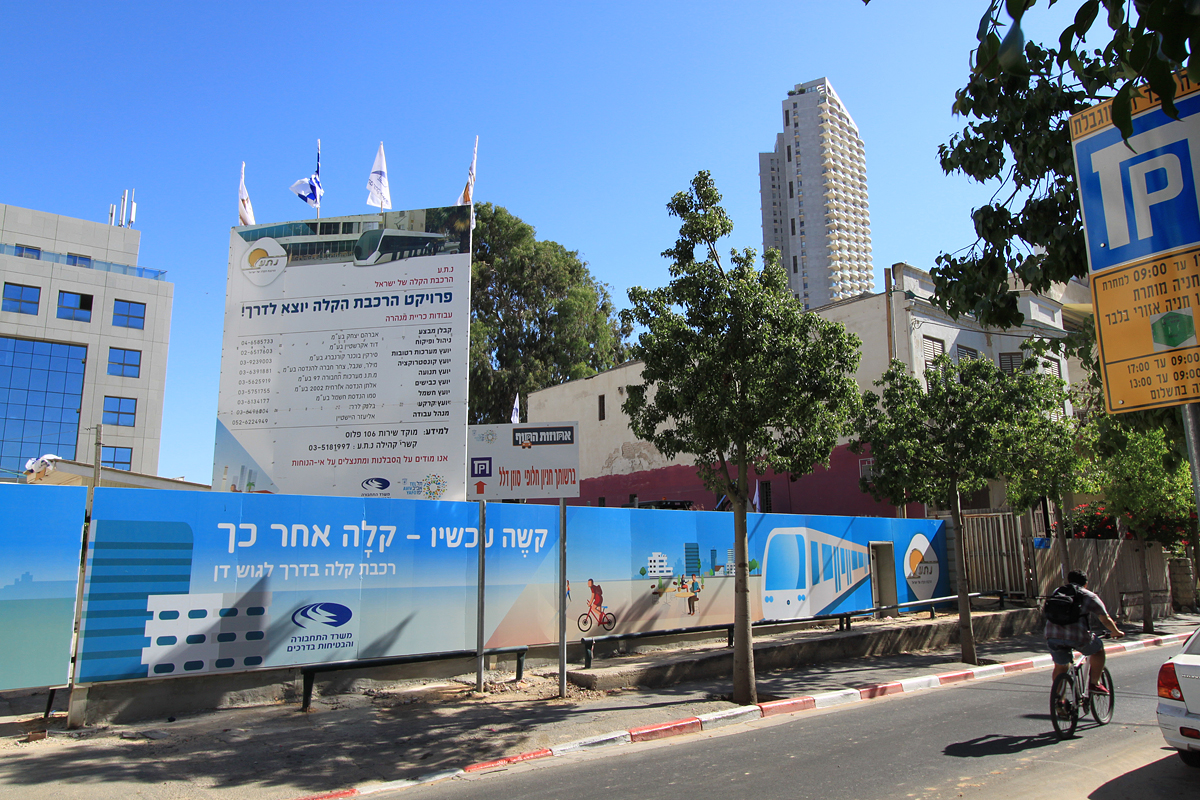
Baustelle in der Yehuda Halevi Straße

| Linie          | Farbe | Länge | Status     | Inbetriebnahme | Endstelle(n)                                                                    | Stationen            |
| -------------- | ----- | ----- | ---------- | -------------- | ------------------------------------------------------------------------------- | -------------------- |
| Rote Linie     |       | 24 km | in Betrieb | August 2023    | Petah Tikva Bus Terminal ● Kiryat Aryeh Depot (Petah Tikva) Nisenboim (Bat Yam) | 34 (10 unterirdisch) |
| Grüne Linie    |       | 39 km | in Bau     | 2026 (geplant) | Herzliya Pituah ● Tel Aviv University Holon Depot ● Moshe Dayan (Rishon LeZion) | 62 (4 unterirdisch)  |
| Violette Linie |       | 27 km | in Bau     | 2027 (geplant) | Mohilever (Yehud) ● Sgula (Petah Tikva) Arlozorov (Tel Aviv)                    | 43                   |

## Fahrgastzahlen
Es werden 100 Millionen Fahrgäste pro Jahr erwartet.

## Bau
Im Februar 2022 wurde bekannt gegeben, dass die Konsortien Alstom/Dan/Electra und Schappir/CAF den Zuschlag für die Errichtung  der Grünen Linie und der Violetten Linie erhalten hatten.
Das zur deutschen DB AG Gruppe gehörende Unternehmen DB Engineering & Consulting ist mit Planungsleistungen ebenfalls beteiligt.
Der östliche Abschnitt der Roten Linie wird von einem Konsortium der israelischen Baufirma Danya Cebus und der chinesischen Baufirma CCECC gebaut. Dabei werden zwei 2,7 km lange Tunnel mit Tunnelbohrmaschinen der Firma Herrenknecht aufgefahren.

## Fahrzeuge

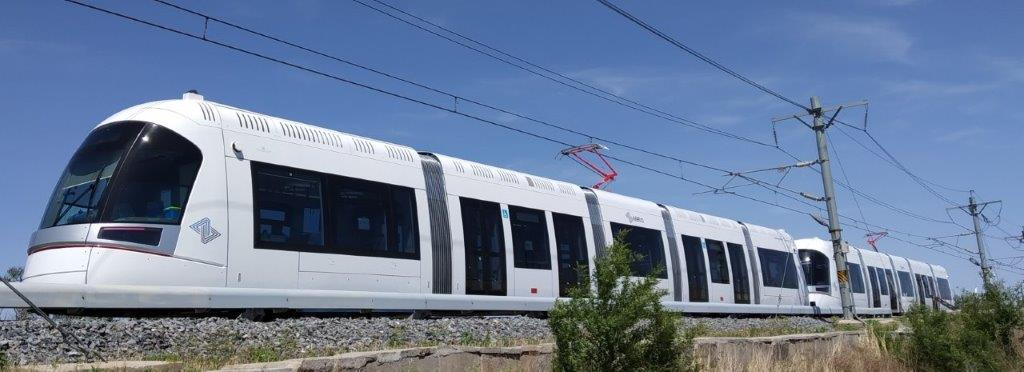
Probefahrt eines CRRC-Zuges für die Red Line

Das ursprünglich beauftragte Konsortium unter Beteiligung von Siemens hatte für die Rote Linie den Einsatz von 60 Fahrzeugen des Typs Combino mit einer Länge von 72 Metern vorgesehen. Nach der Nationalisierung des Projekts wurden stattdessen im November 2015 beim chinesischen Hersteller CRRC 90 Fahrzeuge mit einer Option auf 30 weitere bestellt. Wie bei den weiteren Aufträgen für die anderen Linien handelt es sich um fünfteilige, zu 100 % niederflurige Multigelenkwagen zum Einsatz in Doppeltraktion. Die Wagenlänge beträgt 34,8 m, die Breite 2,65 m und die Wagenkästen bestehen aus rostfreiem Stahl. Die Grüne Linie  wird mit 34 m langen Citadis 305 von Alstom betrieben werden. Für die Violette Linie wurden 98 Urbos von CAF mit einer Option für 32 weitere bestellt.